# Deporte en Guatemala

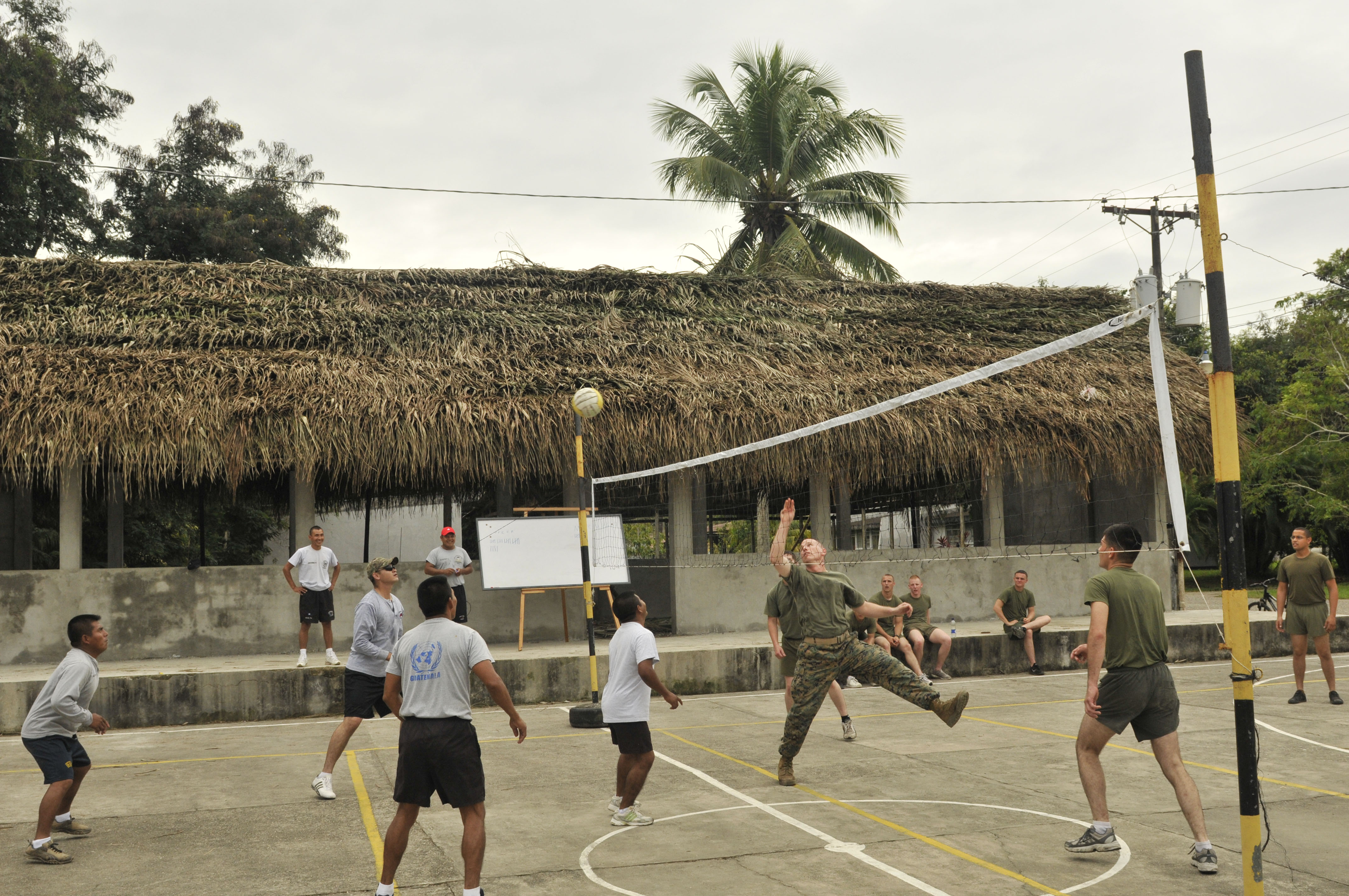
Deporte de Guatemala.

Guatemala ha participado en diferentes deportes y en los cuales ha conseguido importantes actuaciones.
Los mejores deportes para Guatemala, en los cuales ha destacado, son:
- Taekwondo
- Bádminton
- Boxeo
- Rugby
- Karate
- Vela
- Marcha atlética
- Fútbol
- Waterpolo

La participación deportiva más destacada de Guatemala se dio el 4 de agosto de 2012, bajo el marco de los Juegos Olímpicos de Verano Londres 2012. El marchista Erick Barrondo se colgó de la medalla de plata en la caminata olímpica de 20 km con un tiempo de 1 hora y 18 minutos. Adicionalmente el país ganó primeros lugares mundiales con el atleta Mateo Flores que ganó el Maratón de Boston y Julio René Martínez quien fue plusmarquista mundial de la marcha olímpica de 20 km durante casi tres años.

## Guatemala en los Juegos Olímpicos
Guatemala ha demostrado un progreso en los Juegos olímpicos. Desde que empezó a participar (en 1952 ha podido avanzar y tener más deportistas en los juegos. 
Los deportes que domina Guatemala en estos juegos son: bádminton, boxeo, taekwondo y fútbol.
En cada uno de estos deportes Guatemala ha logrado buenos lugares, no obstante, no ha logrado ninguna medalla olímpica, a excepción del boxeo en el que un boxeador guatemalteco se estaba jugando la medalla de bronce y fue decisión de los jueces y le otorgaron la medalla al contrincante aparentemente por razones de política.[cita requerida]

### Guatemala en los Juegos Olímpicos de 1952
Guatemala empezó a participar en los Juegos Olímpicos en el año 1952 en Helsinki, Finlandia donde participó en el deporte de ciclismo colocándose en el puesto 24 con el ciclista Lewis Valdez Bamaca en la ronda final y en el puesto 26 con Gustavo Martínez también. En la competencia de los 1000 m las dos veces.

### Guatemala en los Juegos Olímpicos de 1968
Guatemala compitió esta vez con una nueva y mejor selección de deportistas.
La selección de natación, participó por primera vez en 1500 m, ubicándose Luis Raul Aguilar, en el puesto 9 clasificando como mejor latinoamericano.
Guatemala participó en el deporte de fútbol en esta ocasión, donde representó, junto a México y El Salvador a la Concacaf en las Olimpiadas. En esta ocasión quedó en el octavo lugar, ganando su grupo al derrotar 1-0 a Checoslovaquia y 4-1 a Tailandia y siendo derrotado por Bulgaria 1-2 y en los cuartos de final cayó ante Hungría apenas 1-0.

### Guatemala en los Juegos Olímpicos de 1972
Guatemala participó en esta edición en el deporte de atletismo donde no pudo clasificar a la segunda ronda quedando en un mal lugar con el atleta Carlos Cuque López haciendo un tiempo de 15:53:4 en los 5000 metros.

### Guatemala en los Juegos Olímpicos de 1976
Guatemala participó solamente en el deporte de Fútbol donde hizo nuevamente una actuación regular, para clasificarse tuvo que dejar atrás a Honduras a Costa Rica y quedando en el segundo lugar de la triangular final, clasificándose en el segundo lugar de la Concacaf. Ya en las Olimpiadas, empató 0 a 0 con Israel, empató 1-1 con México y cayó 4-1 contra Francia así se posicionó en el tercer lugar de su grupo.

### Guatemala en los Juegos Olímpicos de 1980
En esta ocasión no logró mayor progreso, consiguió que participaran 10 deportistas pero ninguno de ellos, lamentablemente, logró llegar muy lejos.

### Guatemala en los Juegos Olímpicos de 1984
En esta edición, Guatemala mejoró de nuevo, progreso con deportistas.
En atletismo, Angel Diaz logró posicionarse en el puesto 24 en el decatlón.
En natación la nadadora Karen Slowing tuvo la mejor participación de Guatemala. Al contrario, la peor actuación fue de José Ernesto quedando en el lugar 60.
En boxeo fue su mejor actuación, obtenida por Carlos Motta al quedar en el puesto número siete de veintiséis boxeadores.

### Guatemala en los Juegos Olímpicos de 1988
Consiguió participar, Guatemala, con 30 deportistas.
En atletismo Guatemala obtuvo con María Pilar el lugar 53.
En natación obtuvo el lugar 28 con Masella Morales y el lugar 21 con Masella Morales también.
En fútbol se clasificó al vencer a Honduras 4-3 y en la segunda triangular final, quedó en segundo lugar, pero México fue descalificado por la FIFA entonces Guatemala lo substituyó.
En las Olimpiadas cayó ante Italia 5-2; cayó ante Irak 3-0 y cayó ante Zambia 4-0 así realizó su peor actuación en fútbol en las Olimpiadas al quedar en el puesto 15 de 16 países.